# Deinocerites magnus
Deinocerites magnus är en tvåvingeart som först beskrevs av Theobald 1901.  Deinocerites magnus ingår i släktet Deinocerites och familjen stickmyggor. Inga underarter finns listade i Catalogue of Life.